# Добробаба Іван Євстафович
Іва́н Євста́фович Доброба́ба (Добробабін; нар. 21 червня 1913, Перекіп, Харківська губернія, Російська імперія — пом. 19 грудня 1996, Цимлянськ, Ростовська область) — учасник Другої світової війни, панфіловець, Герой Радянського Союзу (1942).

## Біографія
Народився в селянській родині. Українець. Освіта — чотири класи. З 15 років працював на будівництві Харківського тракторного заводу, де змінив прізвище «Добробаба» на «Добробабін». Під час служби в Червоній армії був учасником подій на Халхін-Голі. Після демобілізації працював у Киргизії на будівництві Чуйського каналу, мешкав у селищі Кант, звідки пішов до військкомату в липні 1941 року
У боях німецько-радянської війни — з вересня того ж року. Командир відділення 4-ї роти 2-го батальйону 1075-го стрілецького полку (316-а стрілецька дивізія, 16-а армія, Західний фронт).
16 листопада брав участь у бою під роз'їздом Дубосєково Волоколамського району Московської області. Командував взводом винищувачів танків, а фактично, після загибелі політрука Василя Клочкова, 4-ю ротою, на ділянку якої припав основний удар німців. Його підрозділ, озброєний стрілецькою зброєю, гранатами та пляшками з горючою сумішшю, спалив у цьюму бою сім бронемашин ворога, з них — чотири танки (причому одного танка сержант Добробабін підпалив особисто). Указом Президії Верховної Ради СРСР від 21 липня 1942 року за зразкове виконання бойових завдань командування та проявлені при цьому мужність і героїзм сержанту Добробабіну посмертно надали звання Героя Радянського Союзу.
У бою під Дубосєково був легко поранений у ногу, контужений та присипаний землею, опинившись таким чином на захопленій ворогом території. Підлікувавшись кілька днів у місцевих жителів, пішов на схід: шукав партизанів, приєднався до групи оточенців. Виконуючи завдання командира групи з розвідки місцевості, був схоплений німцями та потрапив до німецького табору військовополонених під Можайськом. У січні 1942 року, під час перевезення військовополонених до Німеччини, біля Орші втік із поїзда. Дістався до рідного села, окупованого німцями, де знову був заарештований як «червоний командир» та відправлений до місцевого табору військовополонених. Його родичам, за підтримки місцевого старости, вдалося запевнити начальника табору, що Іван Добробабін не офіцер, а місцевий житель, оточенець, та за продукти викупити його з табору. Місцевий староста допоміг йому з документами. Улітку 1942 року в селі почалася мобілізація молоді на роботи до Німеччини. Щоб уникнути вивезення до Німеччини, згодився на пропозицію старости працювати у старостаті. Згодом пішов служити у сформований німцями з трьох місцевих жителів відділ допоміжної поліції свого села, деякий час був начальником відділу. Ризикуючи службовим становищем, а то й життям, всіляко допомагав односельцям, про що є їхні письмові свідчення. Жодних злочинів не скоїв. За період його служби в поліції не постраждав жоден колишній радянський активіст. А радянських партизанів взагалі й близько не було (вірніше, за даними НКВС, партизани були, але занадто законспіровані: про них ніхто не знав).
Після визволення України радянськими військами — знову на фронті, в рядах Червоної армії. Брав участь у Яссько-Кишинівській операції, боях за Будапешт і Відень, був нагороджений кількома медалями та орденом Слави 3-го ступеня.
Після демобілізації повернувся до Киргизії, де мешкала його родина. Відразу після війни в містечку Токмак (Киргизія) одна з вулиць була названа його ім'ям, а в місцевому парку — пам'ятник воїну, на постаменті якого було викарбувано його прізвище, дату народження і смерті.
Йому дали квартиру й призначили заступником директора цукрозаводу. Але тільки-но Добробабін спробував відновити свій «офіційний статус» Героя Радянського Союзу, як ставлення влади змінилося. Почалися перевірки біографії. Каральні органи виявили, що Іван Добробабін служив у поліції, його заарештували за підозрою у «зрадництві» й етапували до Харкова. Вироком військового трибуналу Київського військового округу від 8 червня 1948 року він був засуджений до 25 років позбавлення волі. Указом Президії Верховної Ради СРСР від 11 лютого 1949 року його позбавили звання Героя Радянського Союзу. Утім з нагоди 10-річчя Перемоги в німецько-радянській війні потрапив під амністію і строк йому скоротили до 15 років.
Головна військова прокуратура СРСР, у зв'язку зі «справою Добробабіна», провела спеціальне розслідування про «подвиг 28 панфіловців». Після цього стаття в газеті «Красная звезда» від 22 січня 1942 року, яка й лягла в основу указу про нагородження, була визнана такою, що «не знайшла документального підтвердження». З'ясувалося, що живі й деякі інші учасники того бою, а чотирьом із них уже після війни вручили Зірки Героїв (оскільки указу про нагородження ніхто не скасовував). Зрештою, справу про «подвиг 28 героїв-панфіловців», попри висновки прокуратури, на найвищому рівні вирішено було «не чіпати».
Після семи років ув'язнення був звільнений, переїхав до Цимлянська Ростовської області, де мешкав брат Данило. Разом працювали в місцевому фотоательє. У роки перебудови намагався відновити своє чесне ім'я, але 17 серпня 1989 року, на основі висновків Головної військової прокуратури СРСР, йому було відмовлено в реабілітації.
Лише 26 березня 1993 року постановою Верховного Суду України кримінальну справу стосовно Івана Добробабіна було закрито за відсутністю в його діях складу злочину. Реабілітувавши Добробабіна, український суд не повернув йому звання Героя, адже після розпаду СРСР таке право залишилося у Російської Федерації. Колишній панфіловець прожив після цього ще три роки, похований у Цимлянську поряд із могилою дружини.